# الکساندر کارتولی
الِکْسانْدْرِ کارْتْوِلیشْویلی (به گرجی: ალექსანდრე ქართველიშვილი) معروف به الِکْسانْدْرِ کارْتْوِلی (زادهٔ ۹ سپتامبر ۱۸۹۶، درگذشت ۲۰ ژوئن ۱۹۷۴ میلادی)، یک مهندس هواپیما و از پیشگامان تاریخ هوانوردی ایالات متحده آمریکا بوده‌است. هواپیماهای جت «ریپابلیک پی-۴۷ تاندربولت»، «اف-۸۴ تاندرجت» و «ریپابلیک اف-۱۰۵ ثاندرچیف» از مهم‌ترین کارهای او هستند. از او به عنوان یکی از مهم‌ترین و مبتکرترین طراحان هواپیما در تاریخ یاد می‌شود.
الکساندر کارتولی در ۲۰ ژوئن ۱۹۷۴ در نیویورک درگذشت و دلیل مرگ او هنوز مشخص نشده‌است.